# Smotryszów (gmina)
Smotryszów (także Smotryszew) – dawna gmina wiejska istniejąca w XIX wieku w guberni piotrkowskiej. Siedzibą władz gminy był Smotryszów.
Za Królestwa Polskiego gmina Smotryszów należała do powiatu noworadomskiego (radomszczańskiego) w guberni piotrkowskiej.
Gminę zniesiono w  1868 roku, a z jej obszaru oraz z obszaru zniesionej gminy Dziepułć utworzono gminę Dmenin.